# Диметиламин
Диметилами́н ((CH3)2NH, N,N-Диметиламин) — химическое органическое вещество, вторичный амин, производное аммиака, в молекуле которого два атома водорода замещены метильными радикалами.

## Физические свойства
Бесцветный газ с резким специфическим «рыбным» запахом, легко сжижающийся при охлаждении в бесцветную жидкость. Горюч, весьма ядовит. Диметиламин может обладать щелочными свойствами.

## Химические свойства
Как и другие замещённые амины, обладает основными свойствами — реагирует с кислотами с образованием солей диметиламмония (CH3)2NH2+.

## Сферы применения
Диметиламин применяется для получения веществ, используемых в производстве резины. Служит сырьём для производства гептила — ракетного топлива. Использовался в производстве химического оружия (табуна). N,N-Диметиламин также нашёл своё применение в синтезе инсектицидов, гербицидов, моющих средств, растворителей и лекарственных средств.

## Стандартизация
В России "диметиламин технический" выпускается в соответствии с ГОСТ 9967-74.

## Физиологическое значение
Диметиламин (N,N-диметиламин, C2H7N) особо токсичен, числится в списке сильнодействующих ядовитых веществ, относится ко второму классу опасности и в очень больших концентрациях раздражает кожу и слизистые оболочки. Также он поражает печень, а при более высоких дозах может поражать центральную нервную систему. 
Как и все газообразные амины, диметиламин может обладать удушающим действием.
Предельная допустимая концентрация диметиламина в воздухе рабочих помещений составляет 1 мг/м³ согласно ГОСТ 12.1.007-76. ЛД50 на крысах — 90 мг/кг при оральном введении.